# Jean Le Mercier
Pour les articles homonymes, voir Le Mercier.
Jean Le Mercier, mort le 3 juillet 1397, seigneur de Nouvion, Neuville en Laonnois, Fontenay en Brie et Rugles, est un seigneur et capitaine, conseiller des rois Charles V et Charles VI. Il fait partie de ces proches du roi nommés, plus tard, les Marmousets par leurs détracteurs. Il fut également grand maître de France.

## Biographie
En 1358, il est notaire, secrétaire du roi et surtout l'un des conseillers les plus écoutés par Charles V. Nommé trésorier des guerres en 1369, il accomplit, pour le compte de Charles V, plusieurs missions diplomatiques ou d'intérêt financier.
Charles V l'anoblit en 1374 et le nomme général sur le fait des aides. Il est envoyé en 1378 en Normandie avec pour mission d'en fortifier les places fortes, de négocier la reddition de celles contrôlées par le parti navarrais et d'y procéder à l'armement d'une flotte.
En 1382, il devient maître d'hôtel du roi, puis, en 1383, de nouveau "général conseiller sur le fait des aides".
En 1388, il fait partie des conseillers de Charles V rappelés par le successeur de ce dernier et devient membre du Conseil du Roi Charles VI. Ayant amassé une énorme fortune, il est impopulaire et accusé de spéculation. En 1392, sous le gouvernement de ducs qui régit la France pendant la maladie du roi, il est écarté du pouvoir. En 1394, il est condamné à la confiscation de ses biens et au bannissement du royaume, et se réfugie à Cambrai.

## Source
- Jean Favier, Dictionnaire de la France médiévale, Fayard, 1993 (ISBN 2-213-03139-8)